# Episodi di Honey West
La prima e unica stagione della serie televisiva Honey West è andata in onda negli Stati Uniti dal 17 settembre 1965 all'8 aprile 1966 sulla ABC.
| nº | Titolo originale                         | Prima TV USA      | Titolo italiano | Prima TV Italia |
| -- | ---------------------------------------- | ----------------- | --------------- | --------------- |
| 1  | The Swingin' Mrs. Jones                  | 17 settembre 1965 |                 |                 |
| 2  | The Owl and the Eye                      | 24 settembre 1965 |                 |                 |
| 3  | The Abominable Snowman                   | 1º ottobre 1965   |                 |                 |
| 4  | A Matter of Wife and Death               | 8 ottobre 1965    |                 |                 |
| 5  | Live a Little, Kill a Little             | 15 ottobre 1965   |                 |                 |
| 6  | Whatever Lola Wants....                  | 22 ottobre 1965   |                 |                 |
| 7  | The Princess and the Paupers             | 29 ottobre 1965   |                 |                 |
| 8  | In the Bag                               | 5 novembre 1965   |                 |                 |
| 9  | The Flame and the Pussycat               | 12 novembre 1965  |                 |                 |
| 10 | A Neat Little Package                    | 19 novembre 1965  |                 |                 |
| 11 | A Stitch in Crime                        | 26 novembre 1965  |                 |                 |
| 12 | A Million Bucks in Anybody's Language    | 3 dicembre 1965   |                 |                 |
| 13 | The Gray Lady                            | 10 dicembre 1965  |                 |                 |
| 14 | Invitation to Limbo                      | 17 dicembre 1965  |                 |                 |
| 15 | Rockabye the Hard Way                    | 24 dicembre 1965  |                 |                 |
| 16 | A Nice Little Till to Tap                | 31 dicembre 1965  |                 |                 |
| 17 | How Brillig, O, Beamish Boy              | 7 gennaio 1966    |                 |                 |
| 18 | King of the Mountain                     | 14 gennaio 1966   |                 |                 |
| 19 | It's Earlier Than You Think              | 21 gennaio 1966   |                 |                 |
| 20 | The Perfect Un-Crime                     | 28 gennaio 1966   |                 |                 |
| 21 | Like Visions and Omens and All That Jazz | 4 febbraio 1966   |                 |                 |
| 22 | Don't Look Now, But Isn't That Me        | 11 febbraio 1966  |                 |                 |
| 23 | Come to Me, My Litigation Baby           | 18 febbraio 1966  |                 |                 |
| 24 | Slay, Gypsy, Slay                        | 25 febbraio 1966  |                 |                 |
| 25 | The Fun-Fun Killer                       | 4 marzo 1966      |                 |                 |
| 26 | Pop Goes the Easel                       | 11 marzo 1966     |                 |                 |
| 27 | Little Green Robin Hood                  | 18 marzo 1966     |                 |                 |
| 28 | Just the Bear Facts Ma'am                | 25 marzo 1966     |                 |                 |
| 29 | There's a Long, Long, Fuse A'Burning     | 1º aprile 1966    |                 |                 |
| 30 | An Eerie, Airy, Thing                    | 8 aprile 1966     |                 |                 |

## The Swingin' Mrs. Jones
- Prima televisiva: 17 settembre 1965
- Diretto da: Paul Wendkos
- Scritto da: Gwen Bagni, Paul Dubov

### Trama
- Guest star: Than Wyenn (autista), J. P. Burns (impiegato), Marvin Brody (Joe Steele), Ray Danton (Sonny), David Armstrong (uomo), Winnie Collins (Masseuse), Don Gazzaniga (uomo), Joel Lawrence (uomo), Louise Arthur (Mrs. Mainwaring)

## The Owl and the Eye
- Prima televisiva: 24 settembre 1965
- Diretto da: Paul Wendkos
- Scritto da: William Bast

### Trama
- Guest star: John McLiam (Gordon), Guy Lee (Houseboy), Richard Loo (Tog), William Bramley (Mortimer), Herschel Bernardi (Patterson), Lloyd Bochner (Gus Patterson)

## The Abominable Snowman
- Prima televisiva: 1º ottobre 1965
- Diretto da: Paul Wendkos
- Scritto da: Paul Dubov, Gwen Bagni

### Trama
- Guest star: Leon Askin (Count), Henry Hunter (Lucas), Barry Kelley (tenente Stone), George Keymas (Killer), Phil Arnold (Buyer), Henry Jones (Reedy Comfort)

## A Matter of Wife and Death
- Prima televisiva: 8 ottobre 1965
- Diretto da: John Florea
- Scritto da: Tony Barrett

### Trama
- Guest star: Michael Fox (tenente Kovacs), Henry Brandon (Alexander Sebastian), Dianne Foster (Maggie), Henry Beckman (Cody), James Best

## Live a Little, Kill a Little
- Prima televisiva: 15 ottobre 1965
- Diretto da: Murray Golden
- Scritto da: Tony Barrett

### Trama
- Guest star: Mary Murphy (Vickie), Maurine Dawson (Karen French), Harry Millard (Charles French), Herb Edelman (Moody), Warren Stevens (Arthur Strickland)

## Whatever Lola Wants....
- Prima televisiva: 22 ottobre 1965
- Diretto da: John Peyser
- Scritto da: William Bast

### Trama
- Guest star: Richard Angarola (Ramon Vargas), Don Gazzaniga (Butler), Johnny Haymer (Rodriguez), Horst Ebersberg (Gunter), Jerry Brutsche (Carlos), Audrey Christie (Lola Getz)

## The Princess and the Paupers
- Prima televisiva: 29 ottobre 1965
- Diretto da: Virgil Vogel
- Scritto da: Leonard Stadd

### Trama
- Guest star: Stanley Adams (Tobias Quinn), Don Gazzaniga (uomo), Philip Ober (J. J. Vanderhyden), Nino Candido (Marv), Bobby Sherman (Nicky Vanderhyden), Richard Crane (maestro di cerimonie), Bern Hoffman (Steam fitter), Joseph V. Perry (uomo), Michael J. Pollard

## In the Bag
- Prima televisiva: 5 novembre 1965
- Diretto da: Seymour Robbie
- Scritto da: Gwen Bagni, Paul Dubov

### Trama
- Guest star: Don Gazzaniga (T-Man), Jim Donahue (padre), Robert Carricart (Arkudion), Gene Darfler (Thug), Len Lesser (Crimm), Maureen McCormick (Margaret Mary Driscoll), Everett Sloane (Bartholomew/Peevy)

## The Flame and the Pussycat
- Prima televisiva: 12 novembre 1965
- Diretto da: James Goldstone
- Scritto da: George Clayton Johnson

### Trama
- Guest star: Ken Lynch (tenente Barney), R. J. Nelson (ufficiale di polizia), Sean McClory (Booth), Harry Basch (Flowers), Liam Sullivan (Canby)

## A Neat Little Package
- Prima televisiva: 19 novembre 1965
- Diretto da: Murray Golden
- Scritto da: Gwen Bagni, Paul Dubov

### Trama
- Guest star: Sydney Smith (Addison), Harold Fong (custode), Roy Jenson, Arthur Batanides (Chico), Val Avery (Roger), Norman Palmer (cliente), Clarence Lung (Maitre'd), Charles Wagenheim (impiegato), Gilchrist Stuart (Desk Man), Barbara Morrison (donna), J. Pat O'Malley (Francis Grady)

## A Stitch in Crime
- Prima televisiva: 26 novembre 1965
- Diretto da: John Peyser
- Scritto da: Paul Dubov, Gwen Bagni

### Trama
- Guest star: David Pritchard (Frankie), Nino Candido (Buddy), James Sikking (Valentine), Herbie Faye (Kessler), Marjorie Bennett (Maw), Charlene Holt, Laurie Main

## A Million Bucks in Anybody's Language
- Prima televisiva: 3 dicembre 1965
- Diretto da: John Florea
- Scritto da: Tony Barrett

### Trama
- Guest star: Frank J. Scannell (conducente), Steve Ihnat, Percy Helton (Wiley), Ken Lynch (tenente Keller), Sarah Selby (Dora Neeley), Judy Kane (Dottie), Harry Bellaver (Charles Neeley)

## The Gray Lady
- Prima televisiva: 10 dicembre 1965
- Diretto da: Walter Grauman
- Scritto da: Richard Levinson, William Link

### Trama
- Guest star: Bert Parks (se stesso), Fred Vincent (tenente Keith), Cesare Danova (Abbott), Nancy Kovack (Nicole Purdue), Pat Collins (Babs Ivar), Alean "Bambi" Hamilton (infermiera), Dana White (fotografo), Jason Wingreen (fattorino), Kevin McCarthy (Jerry Ivar)

## Invitation to Limbo
- Prima televisiva: 17 dicembre 1965
- Diretto da: Tom Gries
- Scritto da: William Link, Richard Levinson

### Trama
- Guest star: Peter Leeds (Jerry), Louise Troy (Darlene), Stacy Harris (Charlie Kenyon), Wayne Rogers (Killer), Lonnie Forte (Mrs. Tyler), Cal Bolder (Motorcycle Cop), Will J. White (guardia), Danny Reese (Juggler), George Atkinson (ufficiale), S. John Launer (Tyler), Judy Lang (Miss Christie), Dan Frazer (Harold Sutter)

## Rockabye the Hard Way
- Prima televisiva: 24 dicembre 1965
- Diretto da: Bill Colleran
- Scritto da: Gwen Bagni, Paul Dubov

### Trama
- Guest star: Pepe Callahan (Jose), Ivan Triesault (Laszlo Shatzi), Paul Sorenson (Sweetlow), Joe Don Baker (Rocky Hansen), Jonathan Hole (Chemist), Bella Bruck (donna messicana), Gil Lamb (Counter Man), Larry D. Mann, Vincent Beck

## A Nice Little Till to Tap
- Prima televisiva: 31 dicembre 1965
- Diretto da: Jerry Hopper
- Scritto da: Tony Barrett

### Trama
- Guest star: Lou Krugman (Durant), William Benedict (Farley), Howard McNear (Tweedy), Marvin Brody (Mears), Peter Leeds (tenente Coombs), Chuck Hicks (Crowley), Anthony Eisley (Sutton)

## How Brillig, O, Beamish Boy
- Prima televisiva: 7 gennaio 1966
- Diretto da: Ida Lupino
- Scritto da: Don Ingalls

### Trama
- Guest star: Leon Lontoc (Wong), Charles Horvath (Turk), Norman Alden (Ben Fancher), Howard Dayton (Little Ardo), Monte Hale (sceriffo Johnson), John McGiver (Brillig)

## King of the Mountain
- Prima televisiva: 14 gennaio 1966
- Diretto da: Thomas Carr
- Scritto da: Jay Simms

### Trama
- Guest star: Troy Melton (guardia), Allyson Ames (Ida Berring), Dennis Patrick (Ash), Richard Kiel (Grolago), David Opatoshu (King)

## It's Earlier Than You Think
- Prima televisiva: 21 gennaio 1966
- Diretto da: James H. Brown
- Scritto da: Marc Brandel

### Trama
- Guest star: Bill McLean (Pringle), Bill Catching (Paul Wycherly), Leonid Kinskey (Conrad Wycherly), Maurice Dallimore (Hurd), Paul Sorenson (agente di polizia Gowan), Ken Lynch (tenente Barney), James Griffith (Conrad Wycherly)

## The Perfect Un-Crime
- Prima televisiva: 28 gennaio 1966
- Diretto da: Sidney Miller
- Scritto da: Ken Kolb

### Trama
- Guest star: Robert J. Stevenson (guardiano), Jim Secrest (Stockboy), Byron Foulger (Arthur Bird), John Harmon (tecnico)

## Like Visions and Omens and All That Jazz
- Prima televisiva: 4 febbraio 1966
- Diretto da: John Florea
- Scritto da: Tony Barrett

### Trama
- Guest star: Fred Beir, Norman Alden, Benny Rubin (Rubin), Mimsy Farmer (Tina), June Vincent, Nehemiah Persoff

## Don't Look Now, But Isn't That Me
- Prima televisiva: 11 febbraio 1966
- Diretto da: James H. Brown
- Scritto da: Gwen Bagni, Paul Dubov

### Trama
- Guest star: Jonathan Hole (Gruder), Charles Horvath (Ding Dong), Louis Quinn (Toddle), Monica Keating (Mrs. Carter), Paul Sorenson (poliziotto in moto), Alan Reed (Chick)

## Come to Me, My Litigation Baby
- Prima televisiva: 18 febbraio 1966
- Diretto da: Thomas Carr
- Scritto da: Gwen Bagni, Paul Dubov

### Trama
- Guest star: Army Archerd (annunciatore), Chuck Couch (Witness), Ellen Corby (Nellie Peady), Michael Fox (Strate), Kami Stevens (ballerino/a), Ron Lerner (ballerino/a), Bill Shannon (Wintess), James E. Brown (Buster Macon)

## Slay, Gypsy, Slay
- Prima televisiva: 25 febbraio 1966
- Diretto da: James H. Brown
- Scritto da: Tony Barrett

### Trama
- Guest star: Jack Perkins (Szabo), Arline Anderson (Mrs. Buckley), Byron Morrow (Franklin Buckley III), Ralph Manza (Putzi), Bobby Johnson (assistente/addetto), Papita Funez (LIda), Michael Pate (Darza)

## The Fun-Fun Killer
- Prima televisiva: 4 marzo 1966
- Diretto da: Murray Golden
- Scritto da: Arthur Weingarten

### Trama
- Guest star: William Keene (Granville Manners), Ken Lynch (tenente Barney), John Hoyt (professore von Kemp), Woodrow Parfrey (Ronald Neuworth), Marvin Kaplan (Byron Manners)

## Pop Goes the Easel
- Prima televisiva: 11 marzo 1966
- Diretto da: James H. Brown
- Scritto da: Lila Garrett, Bernie Kahn
- Soggetto di: Chris Christensen, Gail Allen

### Trama
- Guest star: Anthony Eustrel (Leopold), Bill Quinn (tenente), Larry D. Mann (Willis Van Wyck), Robert Strauss (King), Beau Hickman (cameriere), Howard Curtis (Hood), George Furth (Sandy Corbiin)

## Little Green Robin Hood
- Prima televisiva: 18 marzo 1966
- Diretto da: Sidney Miller
- Scritto da: Ken Kolb

### Trama
- Guest star: Allen Jenkins (Gate guard), Peter Leeds (tenente), Severn Darden (dottor Gregory Ames), Francoise Ruggieri (Annette), Eleanor Audley (Mrs. Murdock), Edd Byrnes (Robin Hood)

## Just the Bear Facts Ma'am
- Prima televisiva: 25 marzo 1966
- Diretto da: James H. Brown
- Scritto da: Gwen Bagni, Paul Dubov

### Trama
- Guest star: Paul 'Mousie' Garner (Igor), Marvin Brody (Trainer), Frank Wilcox (Burgess), Frank Gerstle (Director), Lonnie Fotre (Mrs. Dawn), Don Gazzaniga (Jago), Robert Kenneally (Joe Hero), Richard Carlyle (Twilly)

## There's a Long, Long, Fuse A'Burning
- Prima televisiva: 1º aprile 1966
- Diretto da: Thomas Carr
- Scritto da: Paul Dubov, Gwen Bagni

### Trama
- Guest star: David Fresco (Mousey), Leonard Bremen (Maxie Bripp), Paul Dubov (tenente Badger), John Holland (PIccadilly Charlie), Richard Hoyt (cameriere), Dick Clark (Peyton)

## An Eerie, Airy, Thing
- Prima televisiva: 8 aprile 1966
- Diretto da: James H. Brown
- Scritto da: William Link, Richard Levinson

### Trama
- Guest star: Lou Krugman (Stuart Bell), Bill Quinn (tenente Curtis), Lisa Seagram (Connie Phillips), Adam Williams (Gordon Forbes), Fred V. Murphy (giovanotto), Michael Harris (tecnico), Jan Arvan (Ruth), Ken Lynch (tenente Barney)